# 2012 na Venezuela
Esta é uma cronologia dos principais fatos ocorridos no ano de 2012 na Venezuela.

## Eventos
- 2 de junho – O vice-primeiro-ministro da Bielorrússia, Vladimir Shemashko, visita o país.[1][2]